# Pachycarpus robustus
Pachycarpus robustus är en oleanderväxtart som först beskrevs av Achille Richard, och fick sitt nu gällande namn av Arthur Allman Bullock. Pachycarpus robustus ingår i släktet Pachycarpus och familjen oleanderväxter. Inga underarter finns listade i Catalogue of Life.